# کلیتون مک دونالد
کلیتون مک دونالد بازیکن فوتبال اهل بریتانیا است.
از باشگاه‌هایی که در آن بازی کرده‌است می‌توان به باشگاه فوتبال کوربی تاون، باشگاه فوتبال بریستول راورز، باشگاه فوتبال منچستر سیتی، باشگاه فوتبال ترانمره راورز، باشگاه فوتبال ساوتپورت، باشگاه فوتبال والسال، باشگاه فوتبال چسترفیلد، باشگاه فوتبال ردیچ یونایتد، باشگاه فوتبال گریمزبی تاون، باشگاه فوتبال ووستر سیتی، باشگاه فوتبال مکلسفیلد تاون، و باشگاه فوتبال پورت ویل اشاره کرد.